# Joop Huurman
Johannes (Joop) Huurman (Rheden, 27 juli 1916 – Brielle, 2 december 1976) was een Nederlands  politicus. Hij was lid van de PvdA.

## Leven en werk
In 1956 werd hij benoemd tot burgemeester van Gouderak. In zijn ambtsperiode werden in kort tijdsbestek drie gebouwen gerealiseerd, te weten een Groene Kruisgebouw, een dorpshuis en een kerkelijk verenigingsgebouw 'Het Baken'. De jaren daarna stimuleerde hij de bouw van een openluchtzwembad, 'De Baan', dat vrijwel volledig door vrijwilligers is gerealiseerd en in 1971 werd geopend. Ook werd de Zellingwijk, een nieuwe woonwijk op buitendijks land, tijdens zijn ambtsperiode gerealiseerd. Huurman is de eerste bewoner van deze wijk. Hij krijgt in de gemeente de bijnaam 'bouwburgemeester'. Later bleek de nieuwe woonwijk op gifgrond te zijn gebouwd.
Huurman bleef tot 1972 in Gouderak. In dat jaar werd hij (per 1 april) benoemd tot burgemeester van Brielle, waar hij eind 1976 plotseling op 60-jarige leeftijd overleed.
In Gouderak is een straat naar hem vernoemd, de J. Huurmanlaan.